# 別斯卡拉蓋區
別斯卡拉蓋區是哈薩克斯坦的行政區，位於該國東部，由阿拜州負責管轄，首府設於別斯卡拉蓋，始建於1926年，面積11,400平方公里，2013年人口21,052。